# Jasen (Federacja Bośni i Hercegowiny)
Jasen – wieś w Bośni i Hercegowinie, w Federacji Bośni i Hercegowiny, w kantonie sarajewskim, w gminie Ilidža. W 2013 roku liczyła 9 mieszkańców, z czego większość stanowili Serbowie.